# Ronald Brautigam

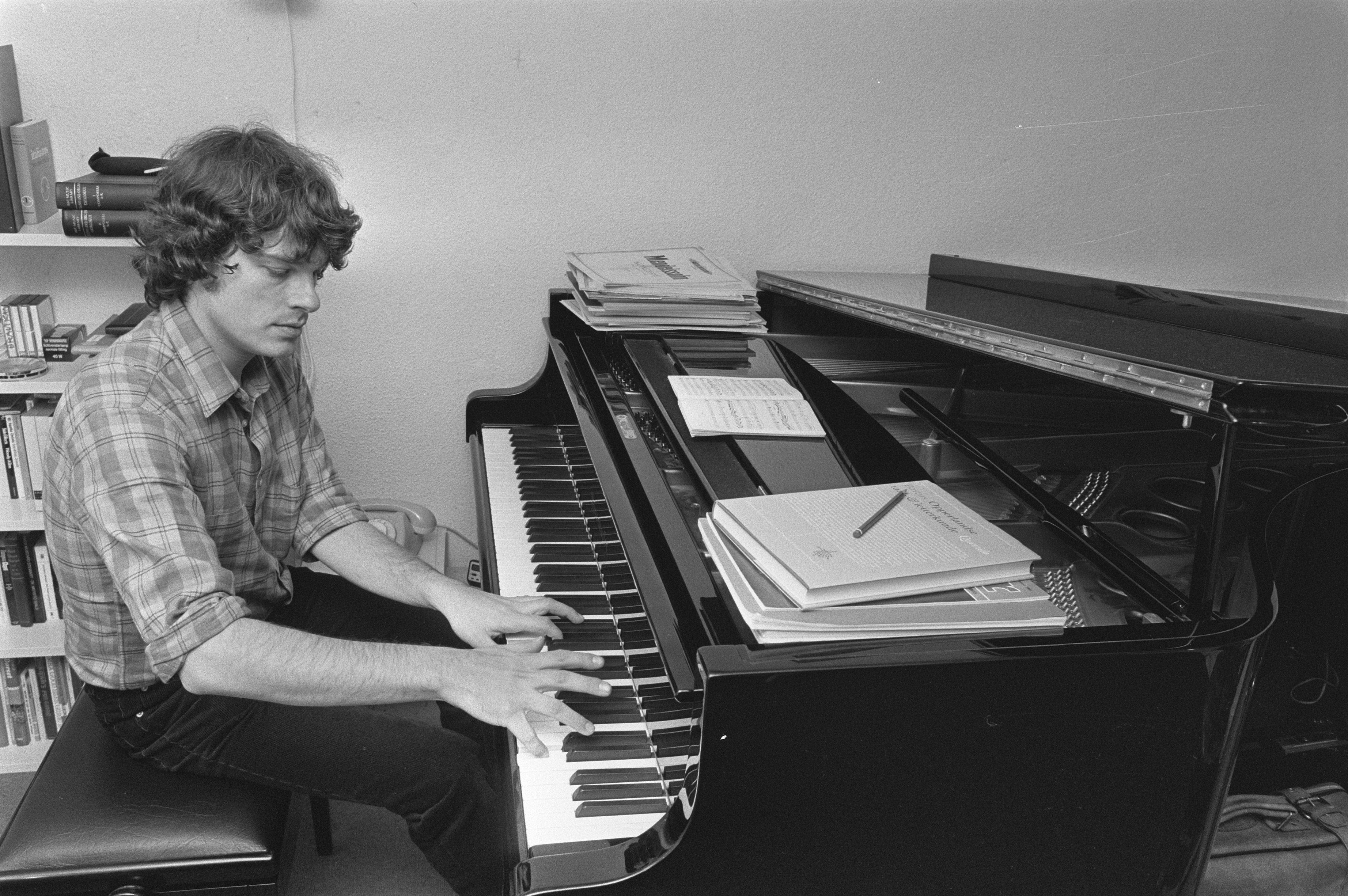
Ronald Brautigam, 1981

Ronald Brautigam (nascido em 1954) é um pianista holandês, mais conhecido pelas suas interpretações de Beethoven em fortepiano.
A sua arte como pianista foi reconhecida por músicos holandeses, e em 1984 foi premiado com o Nederlandse Muziekprijs. Em 2015, as suas gravações de Beethoven receberam o Prémio Edison e o Prémio anual dos Críticos de Discos Alemães. 
Brautigam mora em Amsterdão com sua esposa Mary. Desde Setembro de 2011 é professor da Universidade de Música na Academia de Música em Basileia.

## Gravações
- Ronald Brautigam, Isabelle van Keulen. Grieg, Elgar, Sibelius. Music for Violin and Piano. Label: Challenge
- Ronald Brautigam. Ludwig van Beethoven, Joseph Haydn, Wolfgang Amadeus Mozart. Complete works for solo piano. Fortepianos Conrad Graf, Anton Walter, Johann Andreas Stein (Paul McNulty). Bis Records
- Ronald Brautigam. Felix Mendelssohn. Piano Concertos. Fortepiano Pleyel (Paul McNulty). Bis Records
- Ronald Brautigam (piano), Peter Masseurs, Royal Concertgebouw Orchestra, Riccardo Chailly. Dmitri Shostakovich, Piano Concerto No.1, Op.35. Label: London Classics.
- Ronald Brautigam, Sharon Bezaly. Prokofiev, Schubert, Dutilleux, Jolivet. Works for Flute and Piano. Label Bis Records.
- Ronald Brautigam, Nobuko Imai. Max Reger. Works for Viola. Bis Records.